# Víctor Albrecht
Víctor Augusto Albrecht Rodriguez (Callao, 17 de diciembre de 1970) es un abogado y político peruano. Fue congresista de la República desde 2016 hasta septiembre del 2019 y vicepresidente del Callao en la gestión de Álex Kouri. También ejerció como alcalde de La Perla en 1999.

## Biografía
Nació el 17 de diciembre de 1970, hijo de Enrique Gustavo Albrecht Molina y María Rodríguez Ordóñez.
Culminó sus estudios de educación primaria en Lima, en los colegios privados Inmaculado Corazón y San Agustín. Sus estudios secundarios los realizó entre Cajamarca y Lima. Entre 1989 a 1994 llevó la carrera de derecho y ciencias políticas en la facultad de derecho de la universidad privada San Martín de Porres, en la ciudad de Lima, obteniendo el grado de bachiller y título de abogado.
En 1995 concluyó sus estudios y especialización en desarrollo y defensa nacional en el Centro de Altos Estudios Nacionales (CAEN).

## Trayectoria política
Víctor Albrecht se afilió al Movimiento Chim Pum Callao en 1998 y ese mismo año fue elegido como alcalde del distrito de La Perla por el mismo partido, fundado por Alex Kouri y Félix Moreno, exgobernadores regionales del Callao, actualmente presos por procesos de corrupción. Su gestión fue durante el periodo de 1998 - 2001. Del 1998 al 2013 fue el secretario general de la misma organización.
En el 2002 participó en las elecciones regionales y municipales buscando su reelección al cargo; sin embargo, no logró ser reelegido.
Entre los años 2004 y 2005, fue gerente general de la Empresa de Servicio de Limpieza Municipal Pública del Callao (Eslimp-Callao), cuando Álex Kouri era alcalde provincial del Callao. En el año 2009 fue gerente general de servicios sociales de la municipalidad del Callao.

### Vicepresidente del Callao
Participó en las elecciones regionales del 2006 como candidato a vicegobernador regional junto a Álex Kouri obteniendo la elección para el periodo 2007-2010.  El 2010, asumió la conducción del Gobierno Regional del Callao cuando Kouri, entonces presidente regional, renunció al cargo para postular a la alcaldía de Lima. Es en esta gestión cuando autorizó la licitación de la obra en la avenida Néstor Gambetta, que estuvo a cargo de las constructoras brasileñas Andrade Gutiérrez y Queiroz Galvao.
Del 2010 al 2014 ejerció como abogado en el sector privado en el Estudio Contable Jurídico Reategui abogados. En el 2014, Albrecht renuncia al partido y participa de las elecciones regionales del mismo año con el partido fujimorista Fuerza Popular para el cargo de Presidente Regional del Callao, sin lograr ser elegido.

### Congresista
En las elecciones del 2016, sería elegido como congresista de la República por Fuerza Popular para el periodo 2016-2021, como representante para la región Callao, con 30 470 votos. Durante el 2015 fue asesor del gobernador regional de San Martín de ese año, el fujimorista Victor Noriega.

## Caso ESLIMP-Callao
En el año 2015 la Fiscalía Especializada en Corrupción de Funcionarios concluyó que Víctor Albrecht, en su condición de gerente general de la Empresa de Servicio de Limpieza Municipal Pública del Callao (ESLIMP - Callao), contrató sin licitación a las empresas El Chaval y El Chavalillo para el recojo de basura sin que estas prestaran el servicio a la comunidad. Sobre ello, el procurador anticorrupción del Callao, Engie Herrera Yactayo, sostuvo que dichas empresas facturaron más de un millón de soles entre el 2004 y 2005 sin haber prestado el servicio de recojo de basura.
En el año 2017, cuando el congresista presidió la comisión investigadora del caso Lava Jato, afirmó que el caso de ESLIMP- Callao estaba archivado por falta de pruebas. Sin embargo, la Procuradoría Anticorrupción apeló y logró poner en vigencia el caso contra Albrecht.
En el año 2019, la fiscal Yanet Vizcarra formaliza la acusación contra el congresista de Fuerza Popular argumentando que las empresas contratadas, El Chaval y El Chavalillo, no pudieron demostrar que realizaron el servicio de recojo de basura por el cual cobraron S/1’275,000. Además, para el juzgado, Albrecht y otros funcionarios que intervinieron en la contratación sabían que ambas empresas no contaban con la logística ni el personal necesario para efectuar el servicio por el cual habían sido contratados. Por ello, se concluye que estas empresas habrían sido utilizadas como fachadas para poder extraer dinero del patrimonio estatal, cometiendo así delito de colusión y peculado.
El 25 de enero de 2020, Víctor Albrecht fue detenido junto al exalcalde del Callao, Juan Sotomayor, tras un operativo de la Fiscalía de Crimen Organizado del Callao, como parte de la investigación de los casos de Los Cuellos Blancos del Puerto y "Rich Port II", liderado por la fiscal anticorrupción Sandra Castro.

## Caso Lava Jato
En su gestión como congresista fue muy cuestionado cuando, en enero de 2017, fue elegido por unanimidad como presidente de la Comisión Lava Jato, encargada de investigar los sobornos de la empresa brasileña Odebrecht a funcionarios peruanos. Las investigaciones incluían a otras empresas como Camargo Correa, OAS, Andrade Gutiérrez y Queiroz Galvao.

## Caso Rich Port II
El 25 de enero de 2020, Víctor Albrecht fue detenido junto al exalcalde del Callao, Juan Sotomayor, tras un operativo de la Fiscalía de Crimen Organizado del Callao, como parte de la investigación de los casos de Los Cuellos Blancos del Puerto y "Rich Port II", liderado por la fiscal anticorrupción Sandra Castro.
Según el fiscal Jorge Chávez, el excongresista sería un integrante importante de la organización criminal Rich Port. Esta organización se dedicaba al desfalco de los recursos económicos de la Municipalidad del Callao a través de empresas y empleados fantasmas para el servicio de limpieza pública. Según el fiscal, en los últimos ocho meses, hubo un desfalco de más de 6 millones de soles el cual fue detectado por las dos auditorías que se hicieron a ESLIMP - Callao. En los informes de dichas auditorías, se da a conocer las irregularidades en el proceso de contratación, ejecución y pago de servicios no ejecutados, además se determinó que los pagos realizados fueron en efectivo. También se señaló que los contratos y desembolsos se sustentaron en documentos con firmas presuntamente falsas. Once exfuncionarios de Eslimp-Callao tendrían presunta responsabilidad penal y administrativa en estos hechos. El 26 de febrero de 2020, Albrecht junto con el exalcalde, Juan Sotomayor recibieron 36 meses de prisión preventiva. Se encuentra internado en el Penal Castro Castro.